# Недоторканні (фільм, 1987)
«Недоторкáнні» (англ. The Untouchables) — американський гангстерський фільм, заснований на реальних подіях. Розповідає про боротьбу Еліота Несса та його команди «недоторканних» з мафіозним королем Чикаго Аль Капоне.

## Сюжет

Команда Несса

Чикаго 1930 року. Молодий юрист Еліот Несс намагається посадити за ґрати могутнього гангстера Аль Капоне, проте всі його спроби марні… Доки йому на допомогу не приходить Джимі Мелоун, який з Нессом створює команду «Недоторканних». У цю команду ввійшов Джузепе Петрік та Оскар Волес, який зрозумів, що Капоне можна посадити за несплату податків.
Капоне, звісно, не став миритися з тим, що йому загрожують лише четверо людей, тому він розпочинає проти них справжню війну.
Цей фільм став класикою американського кіно. Його режисер Браян Де Пальма створив безсмертний хіт, а Кевін Костнер блискуче зіграв роль Несса.

## Нагороди
- «Оскар» за найкращу другорядну роль (присуджена Шону Коннері)

## У ролях
- Кевін Костнер — Еліот Несс
- Шон Коннері — Джимі Мелоун
- Роберт Де Ніро — Аль Капоне
- Чарльз Мартін Сміт — Оскар Волес
- Енді Гарсія — Джордж Стоун
- Біллі Драго — Френк Нітті
- Патрісія Кларксон — дружина Несса
- Річард Бредфорд — Майк Дорсет
- Бред Салліван — бухгалтер
- Джек Кіхоу — Волтер Пейн

## Цікаво знати

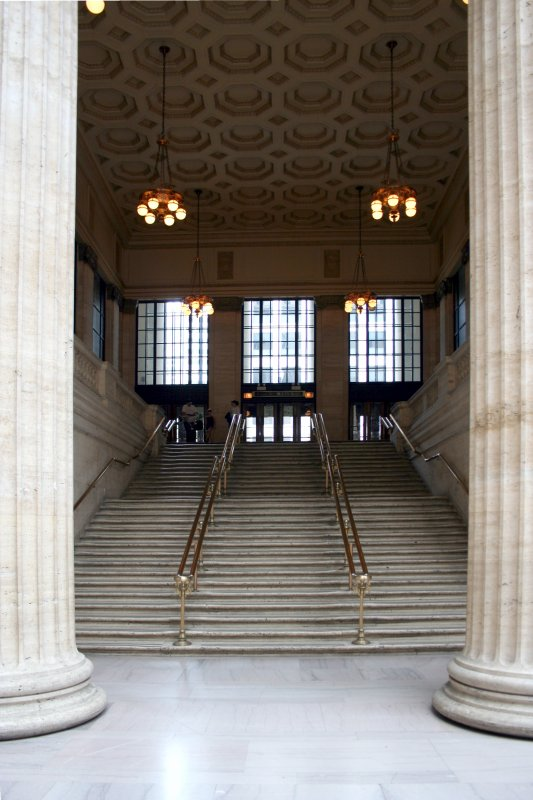
Чиказький вокзал, де було відзнято знаменитий епізод фільму

- Спочатку Браян Де Пальма хотів відзняти сцену перехоплення бугалтера Капоне «Недоторканними» у купе потягу 1930-их років, але це дорого коштувало, тоді режисер вирішив її відзняти на Чиказькому залізничному вокзалі. Також, як розказує сам Де Пальма, надихнув його на цей драматичний епізод класичний радянський фільм «Броненосець „Потьомкін“».
- В одному з епізодів фільму Капоне убиває бейсбольною битою одного зі своїх підручних, проте насправді він убив не одну людину, а двох і не за те, що на їхній склад наскочили поліцейські, а за зраду.
- Джимі Мелоун (Шон Коннері) живе за адресою Чикаго, Ресін, 1620, яка є вигаданою. За цією адресою також «живе» Кейт Форстер (Сандра Буллок) з фільму «Будинок біля озера».
- У справжньому житті Френк Нітті загинув не від руки Еліота Несса, як це показано у фільмі. Після того, як Аль Капоне посадили, Нітті став главарем імперії Капоне, а в 1943 році він закінчив життя самогубством.
- Зараз режисер Браян Де Пальма планує знімати продовження цієї стрічки — «Недоторканні: Сходження Аль Капоне»[2].
- У декорації перукарні Аль Капоне в «Lexington Hotel» були використані предмети побуту Капоне (помазок для бриття та ін.).
- При бюджеті картини у 25 млн. доларів, касові збори перевищили суму 76 млн. доларів.

## Саундтрек

«Недоторканні» Енніо Морріконе

Музику до фільму написав Енніо Морріконе. Його альбом «Недоторканні» вперше випустили в 1987 році в США, однак його було перевидано безліч разів в усьому світі. В Україні його було випущено у 2002 році.
| #   | Назва                                        | Тривалість |
| --- | -------------------------------------------- | ---------- |
| 1.  | «The Untouchables (End Title)»               | 3:10       |
| 2.  | «Al Capone»                                  | 2:55       |
| 3.  | «Waiting At The Border»                      | 3:46       |
| 4.  | «Death Theme»                                | 2:41       |
| 5.  | «On The Rooftops»                            | 2:33       |
| 6.  | «Victorious»                                 | 2:09       |
| 7.  | «The Man With The Matches»                   | 2:46       |
| 8.  | «The Strength Of The Righteous (Main Title)» | 2:26       |
| 9.  | «Ness And His Family»                        | 2:45       |
| 10. | «False Alarm»                                | 1:12       |
| 11. | «The Untouchables»                           | 3:04       |
| 12. | «Four Friends»                               | 2:51       |
| 13. | «Machine Gun Lullaby»                        | 7:02       |